# Zygosporangium

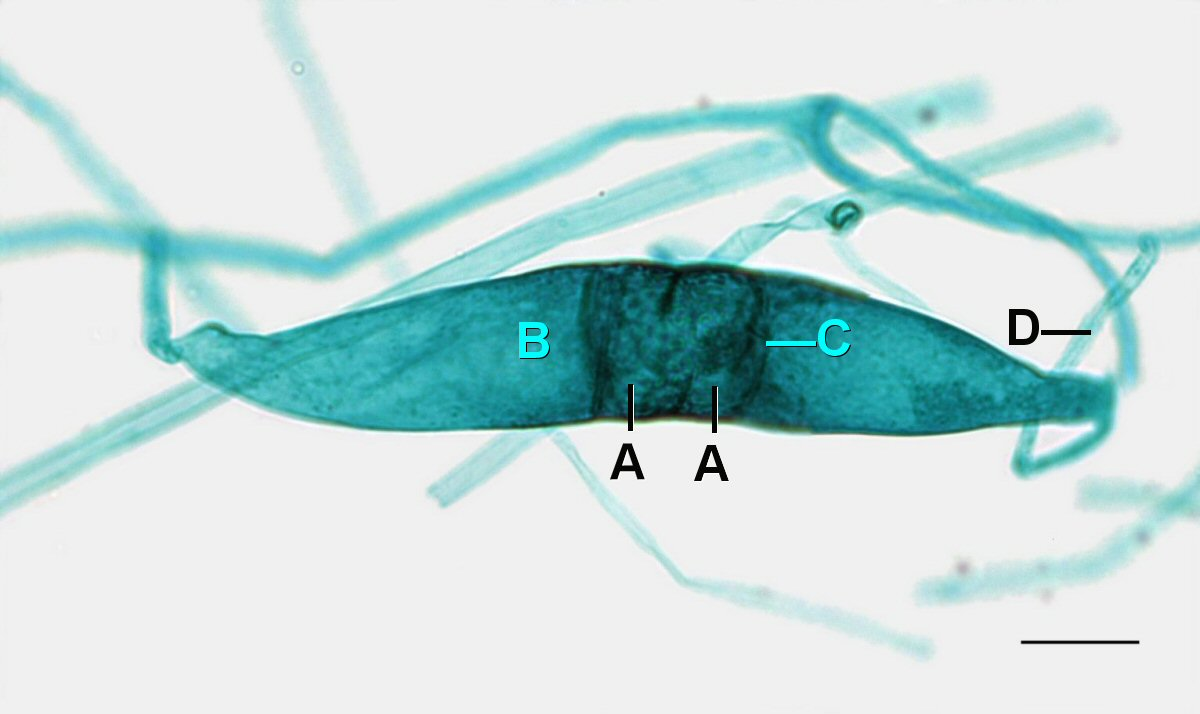
Tworzenie się zygosporangium u Rhizopus: A- tworząca się zygospora, B – zygofor, C – powstająca przegroda, D – strzępka

Zygosporangium – wielojądrowy twór powstający u niektórych grzybów i glonów w wyniku zygogamii.
U grzybów zygosporangia tworzą przedstawiciele typów Mucoromycota i sprzężniaki (Zygomycota). Gdy spotkają się dwie różne płciowo strzępki zwane zygoforami, następuje rozpuszczenie oddzielających je błon komórkowych i plazmogamia. Powstaje zygota, która otacza się grubą, ciemną błoną. Zawiera wiele jąder należących do typu (+) i (–). Jądra te dzielą się jeszcze wielokrotnie, a następnie niektóre z nich zlewają się parami (+ i –), czyli następuje wielokrotna kariogamia. Komórka, w której zachodzą te zdarzenia, zostaje otoczona grubą ścianą i staje się odporną strukturą podobną do zarodników, zwaną zygosporangium. Zwykle najbardziej zewnętrzne warstwy zygosporangium zużywają się lub znikają, a pozostały twór nazywa się zygosporą. W odpowiednim momencie zygospora może wykiełkować i wytworzyć nową plechę lub zarodnie wytwarzające zarodniki zwane sporangiosporami.
U niektórych gatunków zygosporangia otoczone są zagiętymi strzępkami (suspensor appendages). Są one charakterystyczne np. dla rodzaju Absidia. Ich morfologia ma znaczenie przy oznaczaniu gatunków.

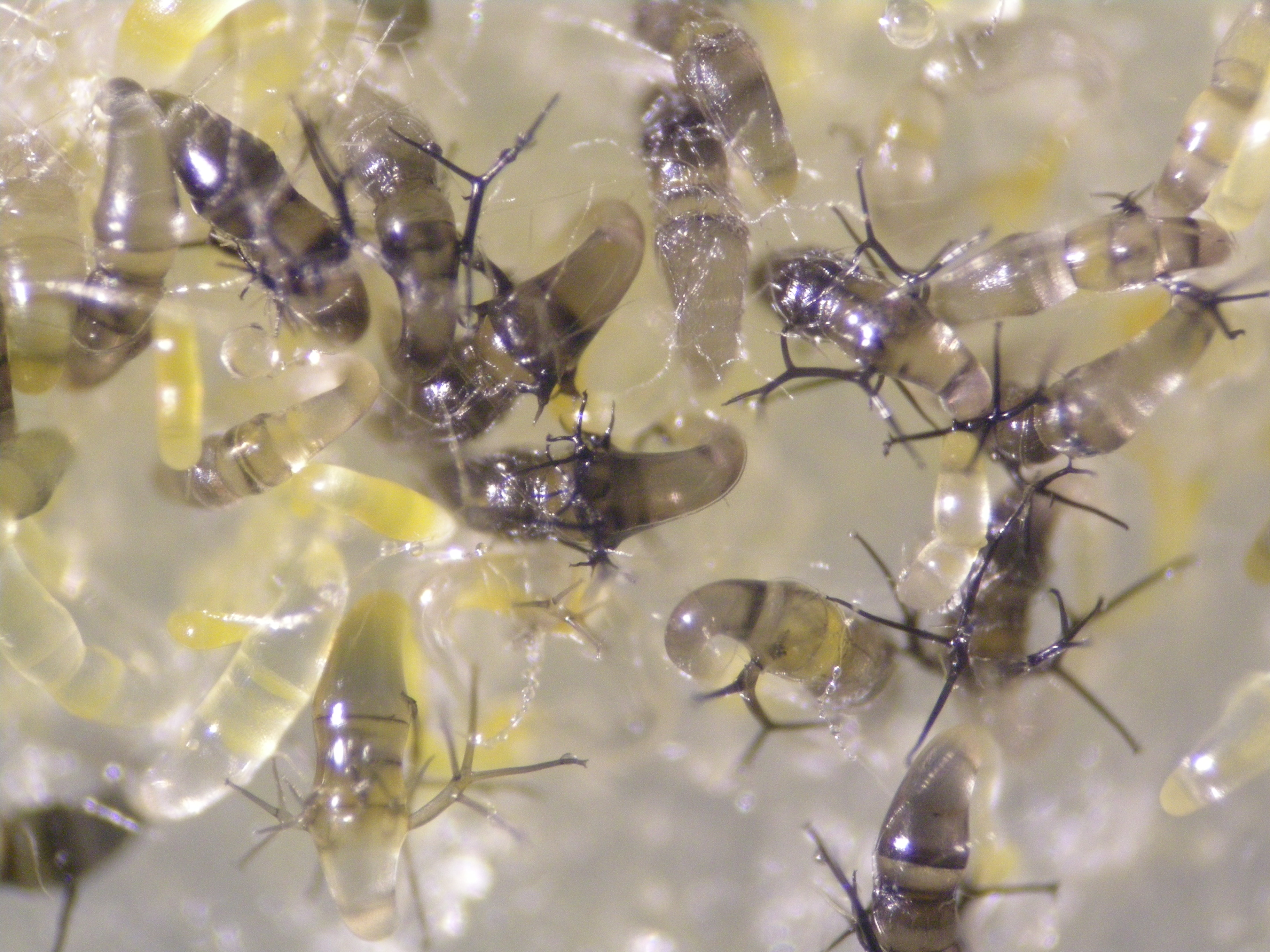
Zygosporangia i zygofory Phycomyces blakesleeanus